# White and Alive
White and Alive ist ein 2001 veröffentlichtes Lied der Electropunk-Band XPQ-21. Das Stück wurde ein Clubhit und Erfolg für die Band.

## Geschichte
Das Electroclash-Duo XPQ-21 Stefano „The Jeyênne“ Giachetta und „Nicque“ vollzog im Jahr 2001 eine private Trennung, die das ehemalige Paar in der Ausarbeitung des Albums Chi verarbeitete. Als Produzent wurde XPQ-21 angegeben, als Autor und Arrangeur hingegen alleinig Giachetta. Ein Aufnahmezeitraum für das in Heimarbeit entstandene Album und deren Stücke wurde nicht benannt. White and Alive, das sich in der so genannten Club Version zügig zum Hit des Albums entwickelte, wurde am 12. Juli 2002 als Single mit diversen Remix-Versionen über Dying Culture unter der Katalognummer CULT004-5 veröffentlicht. Das Album folgte am 23. August des gleichen Jahres. White and Alive war in der Club Version Teil des Albums. Die als Original Version veröffentlichte Variante des Stücks blieb der Single vorbehalten.

## Text und Musik
Das Stück wurde aufgrund seines Textes und Zeilen wie „Alive Again/White Alive/Sexy, White and Alive“ gelegentlich als politisch kritisch besprochen, was Giachetta als Missverständnis sah. Eine angemahnte „Verherrlichung der weißen Rasse“ sei nicht die angedachte Aussage des Stücks. Ein Interpretationsangebot seinerseits blieb derweil aus, er rechtfertige sich nicht und verweigere sich bewusst einer Erklärung. Der mehrdeutige Text wirft die wiederkehrende Phrase „Sexy, White and Alive“ im Refrain als Teil einer Aufforderung oder Selbstdarstellung auf. Dabei wird das Stück als Mahnung sorglos und ohne Bedenken und Reue den Augenblick im Bewusstsein um die eigene Sterblichkeit und trotz Erfahrungen wie Schmerz, Chaos und Illusionen zu leben, gelesen.
In der Original Version hat das Stück eine Spieldauer von 5:12 Minuten, in der bekannteren Club Version von 5:41 Minuten. White and Alive wurde im 4/4-Takt und im Grundton b-Moll bei einem Tempo von 130 BpM geschrieben. Es gilt als gut gelaunt, besonders energiegeladen und tanzbar.

## Titelliste der Single
1. White And Alive (Club Version): 5:41
2. White And Alive (Wollschläger Remix): 7:39
3. White and Alive (S.P.O.C.K Remix): 6:52
4. Israel (Bonustrack): 9:36
5. White and Alive (Original Version): 5:12